# Abruptum
Abruptum è una band black metal svedese formatasi nel 1990.

## Storia
La band si formò nel 1990 grazie a It (vero nome Tony Särkkä), All (vero nome Jim Berger) e Ext. Lo stesso anno fu pubblicato un demo e Ext abbandonò la band. All invece lasciò il gruppo dopo il secondo demo, The Satanist Tunes, a causa di seri problemi con l'alcool. La band assunse quindi Evil (vero nome Morgan Steinmeyer Håkansson), fondatore e leader dei Marduk, particolarmente avvezzo a brani molto lunghi che danno parecchio margine all'improvvisazione ed a un effetto di trance, che qualcuno definì trance-metal, angosciante e maligno.
Gli Abruptum ottennero un contratto con la Deathlike Silence Productions con la quale pubblicarono due album, Obscuritatem Advoco Amplectere Me, e In Umbra Malitiae Ambulabo, In Aeternum In Triumpho Tenebrarum. Fallita l'etichetta, il gruppo apparve nella compilation Nordic Black Metal: A Tribute To Euronymous.
Si è erroneamente speculato che It lasciò la band e la scena black metal nel 1996, a seguito di numerose minacce di morte giunte a lui e alla sua famiglia. Secondo quanto riportato dallo stesso It e dalla sua sorella e manager, non fu questa la ragione per la sua uscita di scena, ma bensì una decisione che stava meditando da tempo. Evil tenne in vita gli Abruptum facendo uscire l'album Casus Luciferi per la propria etichetta discografica, la Blooddawn Productions.
Evil lasciò gli Abruptum nel 2005 per poi farvi ritorno nel 2008. It è morto nel 2017.

## Stile musicale
Se gli Abruptum sono classificati come una band black metal/dark ambient, il gruppo ebbe sempre un approccio differente e insolito alla propria musica. Non si focalizzavano sulla creazione di pezzi musicali strutturati, producendo quasi esclusivamente del rumore. I primi lavori erano composti da brani prevalentemente brevi ma in seguito gli album includevano solo una o due tracce per una durata complessiva di oltre quaranta minuti. Gli strumenti utilizzati includono principalmente batteria, chitarre, basso, tastiere e altri vari strumenti musicali, ma quello che colpisce maggiormente sono le urla disumane, in quanto si dice che i membri della band, presumibilmente, si torturassero e ferissero a vicenda mentre registravano in studio. Se questa voce fosse vera o meno non è mai stato appurato. Proprio questa oscura fama fece dire a Euronymous che a suo parere gli Abruptum erano "la quintessenza sonora della pura malvagità oscura". Dopo l'uscita di It dal gruppo, Evil cambiò lo stile musicale della band passando al genere dark ambient/noise abbandonando quasi del tutto il black metal.

## Formazione
- It (Tony Särkkä)
- All (Jim Berger)
- Evil (Morgan Steinmeyer Håkansson)

## Discografia

### Album in studio
- 1993 - Obscuritatem Advoco Amplectere Me (Deathlike Silence Productions)
- 1994 - In Umbra Malitiae Ambulabo, In Aeternum In Triumpho Tenebrarum (Deathlike Silence Productions)
- 1996 - Vi Sonus Veris Nigrae Malitiae (Full Moon Productions)
- 2004 - Casus Luciferi (Blooddawn Productions)
- 2011 - Potestates Apocalypsis (Regain Records)

### Raccolte
- 1995 - Evil Genius (Hellspawn)

### EP
- 1991 - Evil
- 2000 - De Profundis Mors Vas Cousumet (Blooddawn Productions)
- 2008 - Maledictum (Blooddawn Productions)
- 2019 - Apostoli Infernum (Blooddawn Productions)

### Demo
- 1990 - Abruptum
- 1990 - The Satanist Tunes
- 1991 - Orchestra of Dark